# It's Not Living (If It's Not with You)
It's Not Living (If It's Not with You) is een nummer van de Britse alternatieve rockband The 1975 uit 2018. Het is de vijfde en laatste single van hun derde studioalbum A Brief Inquiry into Online Relationships.
"It's Not Living (If It's Not with You)" kent een vrolijke melodie, maar de tekst daarentegen is allesbehalve vrolijk. Het gaat namelijk over de heroïneverslaving van frontman Matty Healy.  Het geluid van nummer is geïnspireerd uit de new wave uit de jaren '80. Het nummer werd een klein hitje in het Verenigd Koninkrijk, waar het de 46e positie bereikte. In Nederland haalde het nummer een 13e positie in de Tipparade.